# Le Flic de Beverly Hills
Pour les articles homonymes, voir Le Flic de Beverly Hills (série de films).
Pour le film français, voir Le Flic de Belleville.
Série Le Flic de Beverly Hills
Le Flic de Beverly Hills 2
(1987)
Pour plus de détails, voir Fiche technique et Distribution.
Le Flic de Beverly Hills (Beverly Hills Cop) est un film américain réalisé par Martin Brest et sorti en 1984.
Le film est un immense succès critique et commercial et fait d'Eddie Murphy une vedette mondiale. Le film récolte 320 millions de dollars au box-office mondial. Il connaitra trois suites. Le film est également connu pour le titre Axel F composé par Harold Faltermeyer.

## Synopsis
Axel Foley est un jeune et téméraire inspecteur de la police de Detroit, mais dont l'insubordination manque régulièrement de lui coûter son poste, comme lors d'une mission d’infiltration non autorisée pour arrêter des trafiquants de cigarettes qui cause de nombreux dégâts, ce qui lui vaut d'être réprimandé par son supérieur, Todd. En rentrant chez lui, Foley constate que la porte de son appartement est ouverte, pensant qu'un cambrioleur s'est introduit chez lui, avant de découvrir qu'il s'agit de son ami d'enfance, Mikey Tandino, venu lui rendre visite. Ayant passé un temps en prison, Tandino est parti à Beverly Hills où il a obtenu un emploi d'agent de sécurité dans une galerie d'art via une amie commune, Jenny Summers. Foley se montre surpris quand Tandino lui montre des bons au porteur allemands et s'en demande la provenance, mais sans finalement questionner son ami sur ce sujet.
Après avoir passé la nuit dans un bar, Tandino retourne avec Axel dans son appartement quand deux hommes assomment Axel et confrontent Tandino au sujet des bons au porteur avant de l'abattre de deux balles dans la tête. Foley tente de convaincre Todd de lui confier l'affaire, mais en raison de son lien avec Tandino, ce dernier le lui refuse. Prétextant à son supérieur vouloir prendre des vacances, Foley se rend à Beverly Hills pour y mener l'enquête. Après s'être installé dans un hôtel de luxe en se faisant passer pour un journaliste, Foley retrouve Jenny dans la galerie d'art, qui lui parle de son patron, Victor Maitland. Se présentant comme livreur de fleurs, Foley s'introduit dans le bureau de Maitland et s'empresse de le questionner au sujet de Mikey, mais se fait jeter par la fenêtre de l'entrée du bâtiment par les gardes du corps de Maitland, avant d'être arrêté par la police.
Le lieutenant Bogomil assigne le sergent Taggart et l'inspecteur Rosewood à la surveillance de Foley, libéré sous caution grâce à Jenny. Après avoir réussi à semer Rosewood et Taggart en sabotant leur voiture, Foley est emmené par Jenny dans un des entrepôts de Maitland où il remarque de la poudre de café, qu'il pense être utilisée pour camoufler de la drogue. Il découvre également que beaucoup de caisses de Maitland ne sont pas passées par les douanes. De nouveau arrêté pour avoir causé une bagarre dans un club où Maitland est membre, Foley essaye de démontrer à Bogomil que Maitland est peut-être un contrebandier. Peu apprécié par Taggart et Rosewood, Foley parvient à nouer avec eux un respect mutuel lorsqu'il parvient à déjouer un braquage dans un bar à strip-tease. Le chef de la police de Beverly Hills, Hubbard, ayant eu vent de l'enquête personnelle de Foley, ordonne néanmoins que ce dernier soit escorté hors de la ville.
Foley parvient à convaincre Rosewood d'aller chercher Jenny pour qu'elle les emmènent dans l'entrepôt de Maitland, où un envoi doit arriver ce jour-là. Axel et Jenny pénètrent dans le bâtiment et découvrent plusieurs sacs de cocaïne dans une caisse. Avant qu'Axel ne puisse apporter cette nouvelle preuve trouvée à Rosewood, Maitland et ses associés arrivent. Maitland prend Jenny en otage et laisse Axel entre les mains de ses hommes pour qu'il soit tué, mais après quelques hésitations, Rosewood entre dans l'entrepôt et sauve la vie d'Axel. Taggart suit ensuite Axel et Rosewood dans la propriété de Maitland, où ils joignent leurs forces pour tenter de sauver Jenny et traduire Maitland en justice.
Ensemble, le trio élimine un certain nombre d'hommes de Maitland, dont Zack, le bras droit de Maitland et l'assassin de Mikey, tué personnellement par Axel. Avec l'aide de Bogomil, Axel abat Maitland et sauve Jenny. Bogomil raconte une histoire à Hubbard qui couvre tous les participants sans discréditer la police de Beverly Hills. Se rendant compte qu'il pourrait être renvoyé de Detroit, Axel demande à Bogomil de parler à l'inspecteur Todd et de lui arranger les choses, ce que ce dernier accepte. Plus tard, Taggart et Rosewood rencontrent Axel alors qu'il quitte son hôtel. Axel les invite à se joindre à lui pour un verre d'adieu, ce qu'ils acceptent.

## Fiche technique
Sauf indication contraire, les informations mentionnées dans cette section peuvent être confirmées par la base de données cinématographiques IMDb,  présente dans la section « Liens externes ».
- Titre original : Beverly Hills Cop
- Titre français : Le Flic de Beverly Hills
- Réalisation : Martin Brest
- Scénario : Daniel Petrie Jr., d'après une histoire de Danilo Bach et Daniel Petrie Jr.
- Musique : Harold Faltermeyer
- Direction artistique : James J. Murakami
- Décors : Angelo P. Graham
- Costumes : Tom Bronson
- Photographie : Bruce Surtees
- Montage : Arthur Coburn (de) et Billy Weber (en)
- Production : Don Simpson et Jerry Bruckheimer
- Sociétés de production : Don Simpson/Jerry Bruckheimer Productions ; coproduit par Eddie Murphy Productions et Paramount Pictures
- Sociétés de distribution : Paramount Pictures (États-Unis), Cinema International Corporation (France)
- Budget : 15 millions $[1]
- Pays de production :  États-Unis
- Langue originale : anglais
- Format : couleur (Technicolor) – 35 mm – 1,85:1 - son Dolby
- Genre : comédie policière, action
- Durée : 105 minutes
- Dates de sortie[2] :
  - États-Unis : 1er décembre 1984 (avant-première première à Los Angeles) ; 5 décembre 1984 (nationale)
  - France : 27 mars 1985

## Distribution
- Eddie Murphy (VF : Med Hondo) : l'inspecteur Axel Foley
- Judge Reinhold (VF : Éric Baugin) : l'inspecteur William « Billy » Rosewood
- John Ashton (VF : William Sabatier) : le sergent John Taggart
- Lisa Eilbacher (VF : Céline Monsarrat) : Jeannette « Jenny » Summers
- Ronny Cox (VF : Roland Ménard) : le lieutenant Andrew Bogomil
- Steven Berkoff (VF : Marcel Bozzuffi) : Victor Maitland
- James Russo (VF : Pierre Trabaud) : Mikey Tandino
- Jonathan Banks (VF : Albert Augier) : Zack, l'homme de main de Maitland
- Stephen Elliott (VF : Claude Joseph) : le chef de la police Hubbard
- Gilbert R. Hill (VF : Robert Liensol) : l'inspecteur Douglas Todd
- Art Kimbro (VF : Roger Lumont) : l'inspecteur Foster
- Joel Bailey (VF : Pierre Fromont) : l'inspecteur McCabe
- Bronson Pinchot (VF : Marc François) : Serge
- Paul Reiser (VF : Mark Lesser) : Jeffrey Friedman
- Michael Champion : Casey
- Damon Wayans : le serveur aux bananes
- Martin Brest : un employé du Beverly Palms Hotel (caméo non crédité)
- Jack Heller : Maître d'hôtel du Harrow Club

## Production

### Genèse, développement et attribution des rôles

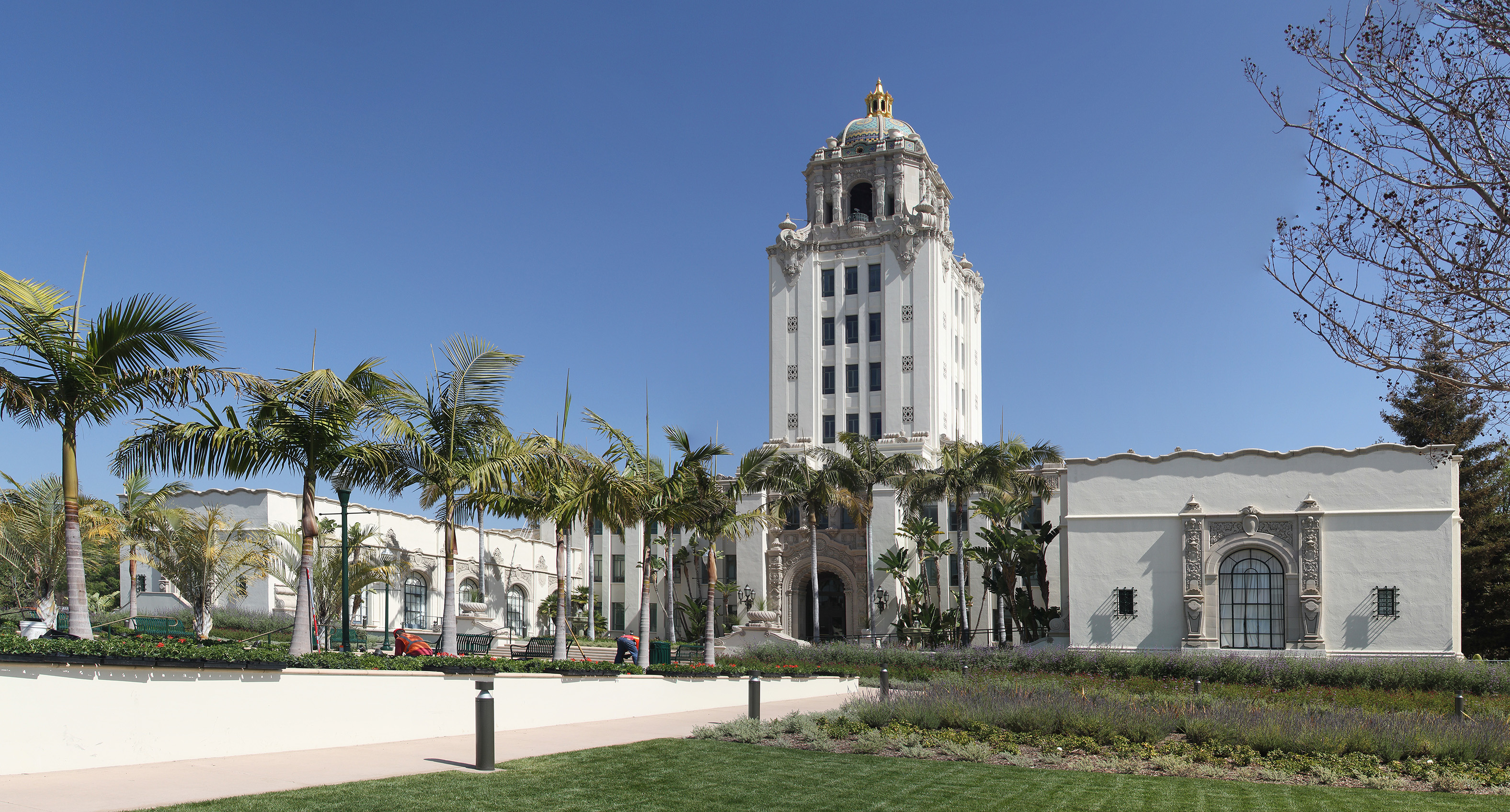
La mairie de Beverly Hills a servi de décors au commissariat de la ville

En 1977, Don Simpson de Paramount Pictures imagine un scénario d'East Los Angeles transféré dans les beaux quartiers de Beverly Hills. Danilo Bach est ensuite contacté pour écrire le script. En 1981, il présente son idée à Don Simpson et Paramount. Intitulée Beverly Drive, son histoire tourne autour d'un policier de Pittsburgh nommé Elly Axel. Le projet est alors un pur film d'action. Daniel Petrie Jr. est ensuite chargé de réécrire le scénario. La Paramount apprécie son approche plus humoristique et son personnage principal, renommé Axel Elly et désormais originaire de Détroit. Le producteur Jerry Bruckheimer propose d'abord ce rôle à Mickey Rourke, qui signe un contrat de 400 000 $. Cependant, à la suite de nouvelles réécritures, le projet prend du retard et l'acteur quitte le projet.
Le script est ensuite envoyé à Sylvester Stallone, qui réécrit le script en ajoutant une touche dramatique et en le recentrant sur l'action. Dans l'une des versions écrites par Sylvester Stallone, le personnage de Billy Rosewood se nomme Siddons et est tué au milieu de l'histoire. Il renomme également le personnage principal en Axel Cobretti, le personnage de Michael Tandino (James Russo) devient son frère et Jenny Summers (Lisa Eilbacher) devient sa petite amie. Cependant, toutes ces idées sont jugées trop coûteuses par la Paramount. Stallone quitte donc le projet, à deux semaines du début du tournage. Deux jours plus tard, Don Simpson et Jerry Bruckheimer parviennent à convaincre Eddie Murphy de reprendre le rôle, après de nouvelles réécritures du scénario. Les noms de Richard Pryor, Al Pacino, Mel Gibson, John Travolta, Arnold Schwarzenegger, Harrison Ford, James Caan et Bruce Willis (alors inconnu à l'époque) auraient également été évoqués,. Sylvester Stallone réutilisera nombre de ses idées pour le film Cobra, sorti en 1986, dans lequel le personnage se nomme Marion Cobretti.
Avant de revenir à Martin Brest, la réalisation a été proposée à David Cronenberg et à Martin Scorsese. Ce dernier a refusé, trouvant que le scénario ressemblait trop à celui d'Un shérif à New York.
Le rôle de l'inspecteur Douglas Todd est interprété par Gilbert R. Hill. Il a été réellement policier au sein du Detroit Police Department et a fait partie du conseil municipal de la ville.
Ce film marque également les débuts à l'écran de Damon Wayans, qui incarne un employé de l'hôtel proposant des bananes à Axel Foley.

### Tournage
Le tournage a eu lieu à Détroit (Grand River Avenue, W. Jefferson Avenue, Magnolia Street, etc.) et en Californie (Los Angeles, Downtown Los Angeles, Beverly Hills, Pasadena, etc.).

### Musique
Bandes originales de Le Flic de Beverly Hills
Le Flic de Beverly Hills 2
(1987)
La musique originale du film est composée par l'Allemand Harold Faltermeyer. Il compose le célèbre thème Axel F avec trois synthétiseurs différents : Roland Jupiter-8, Roland JX-3P et Yamaha DX-7.
Hormis Axel F, l'album commercialisé par MCA en 1984 ne contient pas de compositions de Harold Faltermeyer, mais des chansons d'artistes comme Patti LaBelle ou The Pointer Sisters. Ce n'est qu'en décembre 2016 que la bande originale composée par Harold Faltermeyer est éditée en CD chez La-La Land Records.
On peut entendre la chanson Nasty Girl du groupe Vanity 6 (en), pendant la scène qui se déroule dans la boîte de strip-tease, bien qu'elle ne soit pas présente sur l'album.
| 1.  | New Attitude                       | Sharon Robinson, Jon Gilutin, Bunny Hull | Patti LaBelle       | 4:01 |
| 2.  | Don't Get Stopped In Beverly Hills | Howard Hewett, Micki Free                | Shalamar            | 4:20 |
| 3.  | Do You Really (Want My Love?)      | Junior Giscombe, Glenn Nightingale       | Junior              | 3:44 |
| 4.  | Emergency                          | Howie Rice, Sue Sheridan                 | Rockie Robbins      | 3:28 |
| 5.  | Neutron Dance                      | Allee Willis, Danny Sembello             | The Pointer Sisters | 4:12 |
| 6.  | The Heat Is On                     | Harold Faltermeyer, Keith Forsey         | Glenn Frey          | 3:45 |
| 7.  | Gratitude                          | Danny Elfman                             | Danny Elfman        | 5:04 |
| 8.  | Stir It Up                         | Danny Sembello, Allee Willis             | Patti LaBelle       | 3:35 |
| 9.  | Rock 'N Roll Me Again              | Marc Benno, Richard Theisen              | The System          | 3:14 |
| 10. | Axel F                             | Harold Faltermeyer                       | Harold Faltermeyer  | 3:00 |

## Accueil

### Critiques
Site Web de regroupement de critiques, Rotten Tomatoes a recueilli rétrospectivement les critiques de 46 critiques pour attribuer au film une note de 83 %, soit une note moyenne de 8⁄10.
En 2003, le film a été sélectionné par le New York Times comme l'un des 1000 meilleurs films jamais fait.

### Box-office
| Pays ou région | Box-office                                      | Date d'arrêt du box-office | Nombre de semaines |
| -------------- | ----------------------------------------------- | -------------------------- | ------------------ |
| États-Unis     | 234 760 478 $ ; 67.8 millions d'entrées vendues |                            |                    |
| Total mondial  | 316 360 478 $                                   | –                          | –                  |

## Distinctions
Source : Internet Movie Database

### Récompenses
- People's Choice Awards 1985 : meilleur film
- Stuntman Awards 1985 : meilleur cascadeur en véhicule pour Eddy Donno
- Grammy Awards 1986 : meilleur album ou bande originale écrit pour le cinéma et la télévision

### Nominations
- Oscars 1985 : meilleur scénario original pour Daniel Petrie Jr. et Danilo Bach
- Golden Globes 1985 : meilleur film musical ou de comédie, meilleur acteur dans un film musical ou une comédie pour Eddie Murphy
- Prix Edgar-Allan-Poe 1985 : meilleur scénario de film de Daniel Petrie Jr.
- British Academy Film Awards 1986 : meilleure musique de film pour Harold Faltermeyer

## Série de films
Le Flic de Beverly Hills a donné lieu à trois suites :
- Le Flic de Beverly Hills 2 (1987) de Tony Scott
- Le Flic de Beverly Hills 3 (1994) de John Landis
- Le Flic de Beverly Hills : Axel F. (2024) de Mark Molloy